# 黑斑条尾魟
黑斑条尾魟（学名：Taeniura meyeni），又稱邁氏擬條尾魟，为魟科條尾魟屬的鱼类。分布于红海、印度洋、印度尼西亚以及南海等海域。该物种的模式产地在雅加达、爪哇。